# Druck-Koordinations-Regel
Die Druck-Koordinations-Regel ist eine Regel der anorganischen Strukturchemie bzw. Festkörperchemie. Sie besagt, dass in Festkörpern mit steigendem Druck eine Erhöhung der Koordinationszahl eintritt. Diese Regel geht auf Alfred Neuhaus zurück.
| Normaldruck-Modifikation | Normaldruck-Modifikation | Normaldruck-Modifikation     | Normaldruck-Modifikation | Normaldruck-Modifikation | Phasen- umwandlung | Phasen- umwandlung | Hochdruck-Modifikation     | Hochdruck-Modifikation | Hochdruck-Modifikation |
| Formel                   | Name                     | Symmetrieklasse              | Gittertyp                | Koordinationszahl        | p/kbar             | T/°C               | Kristallklasse             | Gittertyp              | Koordinationszahl      |
| ------------------------ | ------------------------ | ---------------------------- | ------------------------ | ------------------------ | ------------------ | ------------------ | -------------------------- | ---------------------- | ---------------------- |
| C                        | Graphit                  | {\displaystyle 6/mmm}        | Graphit                  | 3−1                      | >60                | >1250              | {\displaystyle m3m}        | Diamant                | 4                      |
| C                        | Diamant                  | {\displaystyle m3m}          | Diamant                  | 4                        | ≈ 650              | ≈ 700              | ?                          | Kohlenstoff III        | 4+2                    |
| Si                       | Silicium                 | {\displaystyle m3m}          | Diamant                  | 4                        | ≈ 200              | 20                 | {\displaystyle m3m}        | NaCl                   | 6                      |
| Ge                       | Germanium                | {\displaystyle m3m}          | Diamant                  | 4                        | ≈ 120              | 20                 | {\displaystyle 4/mmm}      | weißes Zinn            | 6                      |
| Sn                       | Zinn, grau               | {\displaystyle m3m}          | Diamant                  | 4                        | ≈ 1                | 13                 | {\displaystyle 4/mmm}      | weißes Zinn            | 6                      |
| Sn                       | Zinn, weiß               | {\displaystyle 4/mm}         | weißes Zinn              | 6                        | >115               | 20                 | {\displaystyle m3m}        | kubisch raumzentriert  | 8                      |
| α-Fe                     | Eisen                    | {\displaystyle m3m}          | kubisch raumzentriert    | 8                        | ≈ 130              | 20                 | hexagonal                  | ɛ-Eisen                | 12                     |
| AlSb                     | Aluminiumantimonid       | {\displaystyle {\bar {4}}3m} | Zinkblende               | 4                        | ≈ 125              | 20                 | {\displaystyle 4/mmm}      | weißes Zinn            | 6                      |
| BN                       | Bornitrid                | {\displaystyle 6/mmm}        | Graphit                  | 3+1                      | >60                | 1300               | kubisch                    | Borazon                | 4                      |
| ZnO                      | Zinkit                   | {\displaystyle 6mm}          | Wurtzit                  | 4                        | ≈ 100              | ≈ 250              | {\displaystyle m3m}        | NaCl                   | 6                      |
| SiO2                     | Quarz                    | {\displaystyle 32}           | Quarz                    | 4                        | 20                 | ≈ 500              | {\displaystyle 2/m}        | Coesit                 | 4                      |
| SiO2                     | Coesit                   | {\displaystyle 2/m}          | -                        | 4                        | 125                | >1200              | {\displaystyle 4/m}        | Rutil                  | 6                      |
| CdTe                     | Cadmiumtellurid          | {\displaystyle {\bar {4}}3m} | Zinkblende               | 4                        | ≈ 10               | 20                 | {\displaystyle m3m}        | NaCl                   | 6                      |
| CaF2                     | Calciumfluorid           | {\displaystyle m3m}          | Fluorit                  | 8                        | 100                | 200                | {\displaystyle mmm}        | PbCl2                  | 9                      |
| SrF2                     | Strontiumfluorid         | {\displaystyle m3m}          | Fluorit                  | 8                        | >50                | 200                | {\displaystyle mmm}        | PbCl2                  | 9                      |
| BaF2                     | Bariumfluorid            | {\displaystyle m3m}          | Fluorit                  | 8                        | >50                | 200                | {\displaystyle mmm}        | PbCl2                  | 9                      |
| ZnF2                     | Zinkfluorid              | {\displaystyle 4/m}          | Rutil                    | 6                        | ≈ 80               | 300                | {\displaystyle m3m}        | Flußspat               | 8                      |
| NaCl                     | Natriumchlorid           | {\displaystyle m3m}          | NaCl                     | 6                        | >100               | 20                 | {\displaystyle m3m}        | CsCl                   | 8                      |
| KCl                      | Kaliumchlorid            | {\displaystyle m3m}          | NaCl                     | 6                        | ≈ 20               | 20                 | {\displaystyle m3m}        | CsCl                   | 8                      |
| AgCl                     | Silberchlorid            | {\displaystyle m3m}          | NaCl                     | 6                        | ≈ 85               | 20                 | {\displaystyle m3m}        | CsCl oder Hg2Cl2       | 8                      |
| AgBr                     | Silberbromid             | {\displaystyle m3m}          | NaCl                     | 6                        | 83                 | 20                 | {\displaystyle m3m}        | CsCl                   | 8                      |
| AgI                      | Silberiodid              | {\displaystyle {\bar {4}}3m} | Zinkblende               | 4                        | <4                 | ≈ 50               | {\displaystyle m3m}        | NaCl                   | 6                      |
| AgI                      | Silberiodid              | {\displaystyle m3m}          | NaCl                     | 6                        | ≈ 115              | 20                 | {\displaystyle m3m}        | CsCl                   | 8                      |
| Mg2[Ge2O6]               | Ge-Enstatit              | {\displaystyle mmm}          | -                        | Mg: 6, Ge: 4             | ≈ 25               | ?                  | {\displaystyle {\bar {3}}} | Ilmenit                | Mg: 6, Ge: 6           |
| CdTiO3                   | Cadmiumtitanat           | {\displaystyle {\bar {3}}}   | Ilmenit                  | Cd: 6                    | 12                 | 600                | {\displaystyle m3m}        | Perowskit              | Cd: 12                 |
| CaCO3                    | Calcit                   | {\displaystyle {\bar {3}}m}  | Calcit                   | 6                        | 6                  | 20                 | {\displaystyle mmm}        | Aragonit               | 9                      |

## Druck-Abstands-Paradoxon
Das Druck-Abstands-Paradoxon besagt, dass nach der Druck-Koordinations-Regel bei steigendem Druck und zunehmender Koordinationszahl sich die interatomaren Abstände vergrößern. Diese Regel wurde von Will Kleber aufgestellt.

## Druck-Homologie-Regel
Die Druck-Homologie-Regel (auch Druck-Homologen-Regel) ist ein Spezialfall der Druck-Koordinations-Regel und besagt, dass in einer homologen Reihe von Verbindungen bei Druckerhöhung die Kristallstruktur der höheren Homologen eingenommen wird.
| Normaldruck-Modifikation | Normaldruck-Modifikation | Normaldruck-Modifikation | Umwandlungs- Bedingungen | Umwandlungs- Bedingungen | Hochdruck-Modifikation | Hochdruck-Modifikation | Hochdruck-Modifikation |
| Formel                   | Gittertyp                | Koordinationszahl        | p/kbar                   | T/K                      | Formel                 | Gittertyp              | Koordinationszahl      |
| ------------------------ | ------------------------ | ------------------------ | ------------------------ | ------------------------ | ---------------------- | ---------------------- | ---------------------- |
| C                        | Diamant                  | 4                        | >650                     | 1100                     | C                      | metallisch             | 6                      |
| Si                       | Diamant                  | 4                        | ≈ 200                    | 300                      | Si                     | weißes Zinn            | 6                      |
| Ge                       | Diamant                  | 4                        | ≈ 120                    | 300                      | Ge                     | weißes Zinn            | 6                      |
| Sn, grau                 | Diamant                  | 4                        | 1                        | 286                      | Sn, weiß               | weißes Zinn            | 6                      |

| Normaldruck-Modifikation | Normaldruck-Modifikation | Normaldruck-Modifikation | Umwandlungs- Bedingungen | Umwandlungs- Bedingungen | Hochdruck-Modifikation | Hochdruck-Modifikation |
| Formel                   | Gittertyp                | Koordinationszahl        | p/bkar                   | T/°C                     | Gittertyp              | Koordinationszahl      |
| ------------------------ | ------------------------ | ------------------------ | ------------------------ | ------------------------ | ---------------------- | ---------------------- |
| NaCl                     | NaCl                     | 6                        | 100                      | 20                       | CsCl                   | 8                      |
| KCl                      | NaCl                     | 6                        | 20                       | 20                       | CsCl                   | 8                      |
| RbCl                     | NaCl                     | 6                        | 5                        | 20                       | CsCl                   | 8                      |
| RbBr                     | NaCl                     | 6                        | 5                        | 20                       | CsCl                   | 8                      |
| RbI                      | NaCl                     | 6                        | 5                        | 20                       | CsCl                   | 8                      |
| AlSb                     | Zinkblende               | 4                        | 125                      | 25                       | weißes Zinn            | 6                      |
| GaSb                     | Zinkblende               | 4                        | 90                       | 25                       | weißes Zinn            | 6                      |
| InSb                     | Zinkblende               | 4                        | 22                       | 25                       | weißes Zinn            | 6                      |
| ZnS                      | Zinkblende               | 4                        | 240                      | 20                       | NaCl                   | 6                      |
| ZnSe                     | Zinkblende               | 4                        | 165                      | 20                       | NaCl                   | 6                      |
| ZnTe                     | Zinkblende               | 4                        | 140                      | 20                       | NaCl                   | 6                      |